# Петроний (святой)
Святой Петроний (итал. San Petronio) — католический святой, епископ епархии Болоньи и покровитель города Болонья.

## Жизнеописание
О Святом Петронии сохранилось мало сведений. По одним легендам, он происходил из обеспеченной семьи, родом из римской Галлии, и ещё в юности отказался от язычества и соблюдал монашеский образ жизни. По другим — имел греческое происхождение и был родственником императора Восточной римской империи — Феодосия II.
После назначения епископом в Болонье, Петроний участвовал в восстановлении разрушенного города и сделал много полезного для проектирования и строительства в городе комплекса сооружений и церкви Св. Стефана по образцу церкви Гроба Господня в Иерусалиме. Петроний к тому времени уже побывал в Иерусалиме, а на обратном пути прибыл в Константинополь, где получил от императора святые дары, привилегии для города и право на постройку собственного университета. Таким образом, Святой Петроний оказал значительное влияние не только на религиозную жизнь города, но и на его восстановление и основание учебного заведения.
Во времена обновления и перестройки базилики Святого Стефана бенедиктинцы обнаружили в 1141 году захоронение, которое приняли за могилу Св. Петрония. Было заново создано жизнеописание святого, которое стало основой для его культа в Болонье.
Святой Петроний стал покровителем города Болонья, хотя поначалу им хотели видеть апостола Петра. Но папа римский настаивал на главенстве Петра для римской курии. Вместо этого папа укрепил культ Св. Петрония, и в городе началось строительство базилики невиданных для Италии размеров — 224 метров в длину. Церковь стала очередным готическим долгостроем и никогда не была выстроена по первоначальному плану. Успели создать лишь сооружение 132 метров длиной, 66 — шириной, высотой 45 метров без трансепта и без первоначальной формы латинского креста.
Мощи святого были разделены между базиликой Сан-Стефано, где их нашли, и новой базиликой Сан-Петронио.
- Базилика Святого Петрония 
(Болонья, Италия)
- Бюст Святого Петрония
(Музей Средневековья (Болонья))
- Святой Петроний
(Гробница Святого Доминика)
- Святой Петроний
(Собор Санто-Стефано))